# 阿根廷大狼綿鳚
阿根廷大狼綿鳚，為輻鰭魚綱鱸形目绵鳚亞目绵鳚科的其中一種，分布於西南大西洋的阿根廷海域，屬底棲性魚類，棲息深度在水深580至900公尺，體長可達15公分。

## 扩展阅读
維基物種上的相關：阿根廷大狼綿鳚